# ویزلی هانترز
ویزلی هانترز (انگلیسی: Wesley Huntress) یک شیمی‌دان و دانشمند علوم فضایی اهل ایالات متحده آمریکا است.